# Хосе де ла Пас Еррера
Хосе де ла Пас Еррера (ісп. José de la Paz Herrera, 21 листопада 1940, Соледад — 28 квітня 2021) — гондураський футболіст, що грав на позиції півзахисника. По завершенні ігрової кар'єри — тренер.

## Кар'єра
Футболом займався з ранніх років, незважаючи на те, що даний вид спорту в Гондурасі помітно поступався бейсболу. Виступав за команду «Атлетіко Еспаньйол».
Вже в 29 років Еррера почав свою тренерську кар'єру — в кінці 1969 року він очолив команду «Мотагуа». В подальшому очолював інші місцеві клуби «Олімпія», «Реал Еспанья» та «Марафон», вигравши з другими з них чемпіонат Гондурасу у 1974 році.
У 1977 році керував молодіжною збірною Гондурасу на дебютному розіграші молодіжного чемпіонату світу в Тунісі, але команда не подолала груповий етап. Втім всесвітня популярність до фахівця прийшла на початку вісімдесятих, коли Хосе де ла Пас Еррера вперше в історії вивів національну збірну Гондурасу у фінальну частину чемпіонату світу. На першості планети 1982 року в Іспанії «катрачос» під керівництвом Еррери виступили гідно: вони зіграли внічию з господарями турніру і Північною Ірландією (по 1:1), але мінімальна поразка від Югославії (0:1) не дозволила Гондурасу вийти в наступний раунд. Через чотири роки, повернувшись до збірної після нетривалої роботи з «Універсідадом», Гондурас не зміг пробитися на наступний мундіаль, обмежившись лише другим місцем у Чемпіонаті націй КОНКАКАФ 1985 року.
Згодом Хосе де ла Пас потренувавши «Марафоном» знову повернувся до збірної у 1989 році, але і на чемпіонат світу 1990 року вивести збірну не зумів. Натомість надалі Хосе сам вирішив попрацювати за кордоном і тренував мексиканський клуб «Сантос Лагуна» та костариканський «Картагінес». Пізніше тренер працював з багатьма провідними командами Гондурасу, а також у 2004 році наставник вчетверте очолив збірну Гондурасу, з якою не зміг кваліфікуватися на чемпіонаті світу 2006 року. У невдалій кваліфікації Еррера звинувачував свого попередника Бору Милутиновича. 
У 2005 році він привів національну команду до бронзових медалей на Золотому кубку КОНКАКАФ в США, після чого тренер вирішив зайнятися політикою. З 2006 по 2010 рік він був членом Національного конгресу Гондурасу від Ліберальної партії.
У 2008 році він повернувся до роботи в «Марафоні», а 2010 року став головним тренером збірної Белізу. Під його керівництвом вона виступала в відбірковому етапі до чемпіонату світу 2014 року. Останнім клубом у кар'єрі тренера став «Реал Еспанья», але і з цією збірною Еррера повторити своє досягнення не зумів, через що повернувся до «Марафону».
Останнім місцем тренерської роботи був клуб «Реал Еспанья», головним тренером команди якого Хосе де ла Пас Еррера був протягом 2012 року.

## Титули і досягнення

### Національні
- Чемпіон Гондурасу (5): 1974/75, 1992/93, 1996/97, 2001/02 (Клаусура), 2003/04 (Клаусура)
- Володар Кубка Гондурасу (1): 1972
- Володар Суперкубка Гондурасу (1): 1996/97

### Міжнародні
- |Чемпіон націй КОНКАКАФ (1): 1981
- Срібний призер чемпіонату націй КОНКАКАФ (1): 1985
- Бронзовий призер Золотого кубка КОНКАКАФ (1): 2005
- Срібний призер Центральноамериканського кубка (1): 2005